# محمد نزار زكريا
محمد نزار زكريا (بالملايوية: Mohd Nizar Zakaria)‏ هو سياسي ماليزي، ولد في 3 يناير 1969 في فيرق في ماليزيا. حزبياً، نشط في المنظمة الوطنية الملاوية المتحدة. وقد انتخب عضو ديوان الرعية ‏ عن دائرة Parit (federal constituency) ‏ وقد انضم خلال فترته النيابية ‏  للكتلة البرلمانية باريسان ناسيونال.